# Скрипник Геннадій Петрович
Геннадій Петрович Скрипник (нар. 30 серпня 1962) — радянський, російський та узбецький футболіст, захисник та півзахисник.

## Життєпис
Професіональну кар'єру розпочинав у 1985 році, виступаючи у другій союзній лізі за «Спартак» з Житомира, провівши за клуб у тому сезоні 35 матчів та відзначився 2 голами. У 1987 році перебрався в «Касансаєць», за який виступав протягом 4 сезонів. У 1991 році грав за «Навбахор». Після розпаду СРСР перебрався в Росію, захищав кольори ставропольського «Динамо», за який дебютував 29 березня 1992 року в домашньому матчі 1-о туру проти московського «Динамо». У тому ж сезоні перейшов у «Спартак» з Анапи. Завершив кар'єру в «Навбахорі».

## Досягнення
«Навбахор»
- Вища ліга Узбекистану
  -  Бронзовий призер (2): 1993, 1994

- Кубок Узбекистану
  -  Володар (1): 1992
  -  Фіналіст (1): 1993